# Chou Denji Robo Com Battler V
Chodenji Robo Combattler V (яп. 超電磁ロボ コン・バトラーV Сёдэндзи Робо Конбатора Буи) — японский аниме-сериал, выпущенный студиями Toei Company и Nippon Sunrise. Транслировался по телеканалу TV Asahi с 17 апреля 1976 года по 28 мая 1977 года. Всего выпущено 54 серии аниме. Сериал был дублирован на итальянском языке и транслировался на территории Италии, Испании и в Филиппинах.

## Сюжет
Тысячи лет назад гуманоиды из планеты Кэмпбелл были вынуждены покинуть родную планету в поисках нового дома. Исследовательская группа во главе с Ореаной приземляется на Землю, однако группа впадает в долгую спячку и пробуждается в начале XXI века, осуществляя свой план по завоеванию Земли. Единственное, что может противостоять им — супер-роботы, созданные профессором и пилотируемые 5 подростками.

## Список персонажей
- Хёума Аои (яп. 葵豹馬)

Главный герой истории. Первый член команды пилотов. Носит красный костюм. Его робот формирует голову Комбаттлера. Энергичный и горячий подросток, любит ездить на мотоцикле, обожает развивать высокую скорость. Когда Гард уничтожает его руки, Хёума получает кибернетические протезы.
- Дзюдзо Нанива (яп. 浪花十三)

Второй член команды пилотов. Профессиональный снайпер олимпийского уровня. Его робот формирует грудь и руки Комбаттлера. Единственный в команде, чья дата рождения известна — 1 апреля 1958 года.
- Дайсаку Нисикава (яп. 西川大作)

Третий член команды пилотов. Мастер дзюдо. Его робот формирует туловище Комбаттлера. Также его робот единственный, кто не может летать.
- Тидзуру Нанбара (яп. 南原ちずる)

Четвёртый член команды пилотов. Внучка доктора Нанбары и единственная девушка в команде. Её робот образует ноги Комбаттлера. Страдает пороком сердца и долгое время пыталась скрывать это, пока во время боя у неё не произошла остановка сердца. В результате её реанимируют и проводят операцию на сердце. Позже она снова присоединяется к борьбе против Кэмбеллийцев. В конце концов влюбляется в Хёуму.
- Косукэ Кита (яп. 北小介)

Пятый член команды пилотов, носит зелёный костюм. Самый гениальный и изобретательный в команде. Его робот формирует ступни Комбаттлера.
- Доктор Нанбара (яп. 南原博士)

Учёный и создатель роботов. Образует команду из главных героев, но вскоре умирает. Его заменяет Ёцуя.
- Профессор Ёцуя (яп. 四ッ谷博士)

После смерти Нанбары заменяет его. Мизантроп и пьяница, тем не менее клянётся защищать Землю от инопланетных захватчиков.
- Кинта и Тиэ Исиноки (яп. 一木金太 & 一木知恵)

Дети профессора Нанбары. Появляются во второй половине сериала. Играют в основном комическую роль.
- Ореана (яп. オレアナ)

Мать Гарда, руководит атакой на Землю. Великий учёный. Она нашла Землю и решила сделать её новым домом для своего народа. Её в конечном счёте уничтожает Гард, нападая на крупные города.
- Великий генерал Гард (яп. 大将軍ガルーダ)

Руководит непосредственно армией Кэмбэлл. Может изменять свой облик. Был лишён звания после нескольких отказов уничтожить Комбаттлера.
- Мия (яп. ミーア)

Андроид и одна из приближенных Гарда, тайно влюблена в него, хотя тот не отвечает взаимностью. В конце концов ради защиты Гарда, она жертвует собой.
- Императрица Джанера (яп. 女帝ジャネラ)

Могущественная волшебница и последний и самый главный враг героев. Может превращаться в гигантского змея. В качестве мести за поверженных слуг от рук Комбаттлера, решает уничтожить Землю, сбросив на неё термоядерные бомбы. В конце концов уничтожена.